# بريندون كاميرون
بريندون كاميرون (بالإنجليزية: Brendon Cameron) هو دراج نيوزيلندي، ولد في 12 فبراير 1973.

## وصلات خارجية
- بريندون كاميرون على موقع إحصائيات الدراجات الإحترافية (الإنجليزية)
- بريندون كاميرون على موقع أوليمبيديا (الإنجليزية)
- بريندون كاميرون على موقع اتحاد ألعاب الكومنولث (مؤرشف) (الإنجليزية)